# 徐天德
徐天德（18世纪—1801年），清朝白莲教义军首领之一，四川达州农民起义军领袖，达州（今四川省达州市达川区）亭子铺人。
徐天德世代务农，曾在州衙内任快马差役，以事斥革。乾隆末年，参加白莲教。嘉庆元年（1796年），王聪儿在襄阳发动起义后，徐天德与弟徐天寿及王登廷等于达州亭子铺率众起义响应，旬间众至万人。夜袭达州城外娘娘庙，全歼游击尚维岳率领的清兵，声威大振，势力很快发展到东乡、太平、新宁一带。自称大都督、大元帅。击杀清总兵袁国璜、何元卿于东乡（今四川省宣汉县）张家观。打击了达州、东乡、太平、新宁、渠县、大竹等地的团寨乡勇。十一月，天德率军入陕西，攻打安康、平利、紫阳诸县。义军返川，与王三槐等屯聚东乡之丰城。旧历除夕，与王三槐率领的东乡起义军共破东乡县城，击杀哈密办事大臣佛住。次年夏，川、楚起义军会师，义军定青、黄、白、兰诸号，徐天德被推为达州青号领袖，取得川东大捷。后转战四川、湖北、陕西三省间，屡得胜利。五年（1800年）夏，在湖北南漳马家营击溃清军，杀死总兵王凯。在四川省众多白莲教义军中起事最早，活动地区最广，坚持斗争时间最长。嘉庆六年（1801年）夏，转战至陕西西乡仁河新滩，舟沉身亡。